# Édouard Deldevez
Édouard Deldevez (París, Illa de França, 31 de maig de 1817 - 6 de novembre de 1897) fou un violinista, compositor i director d'orquestra francès.
Ingressà en el Conservatori de París el 1825, en el que va ser deixeble de Habeneck per l'estudi de violí, d'en Halévy pel contrapunt i Berton per la composició. El 1859 assolí el lloc de subdirector de l'orquestra dels concerts al Conservatori, ascendint a director el 1872 en jubilar-se Haini.
Va escriure la simfonia Robert Buce, i les partitures dels balls Eucharis, Mazarina, Paquita, Vert-Vert i de l'òpera Le violon enchanté, una Missa executada en els concerts del Conservatori; alguns himnes a tres veus, com els titulats Fons amoris i Jamm solis, In noctis umbra, O splendor, i les obres La notation de la musique classique comparée à la notation de la musique moderne et l'éxecution des petites notes en géneral, Principes des intervalles et des accords, Réalisation des 'partimenti' de Fenaroli Oewres des violinistes célèbres, Transcriptions et réalisations d'oeuvres anciennes, Cantate, executada en l'òpera el 15 de febrer de 1853, i l'obra de caràcter tècnic titulada Curiosités musicales, notes analyses, interpretation de certaines particularités contenues dans les oeuvres des grands maîtres (París, 1873), llibre destinat als mestres directors, tant profans com sagrats, que poden prestar servei als musicògrafs.